# 1736
1736. је била проста година.

## Смрти

### Април
- 21. април — Еуген Савојски, аустријски војсковођа

### Септембар
- 16. септембар — Габријел Фаренхајт, немачки физичар. (*1686)